# Nazar
För andra betydelser, se Nazar (olika betydelser).

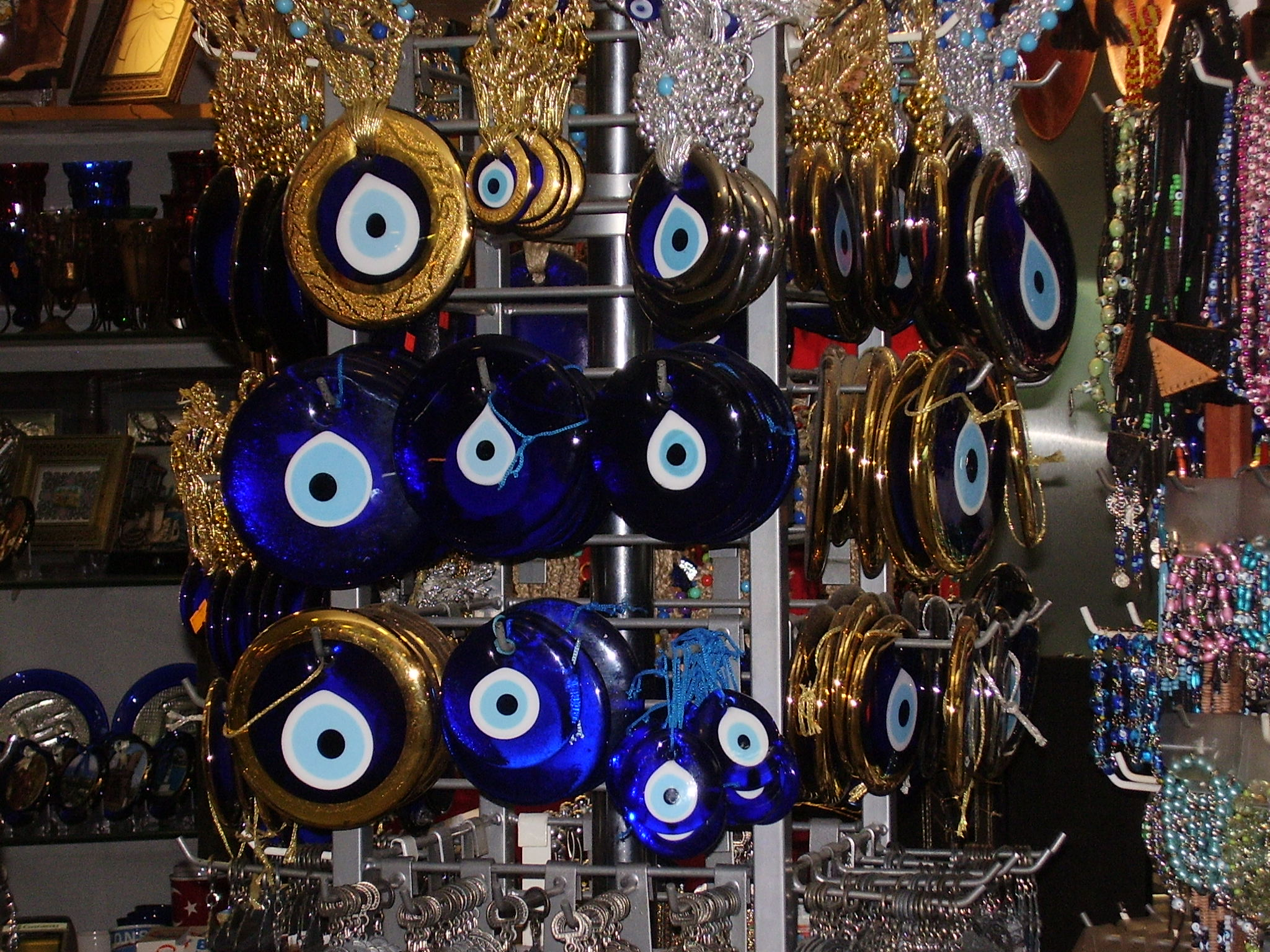
Nazarer till salu

En nazar eller onda ögat-sten (turkiska: nazar boncuğu) är en amulett som är menad att skydda mot Onda ögat.
Man kan ofta se amuletten i form av en platt pärla eller hängande ornament gjord av färgat glas. Den förekommer även som smycke.
Nazaren består oftast av cirklar eller droppformer i olika färger som bildar ett öga.
I Turkiet och övriga Mellanöstern förekommer nazaren på många olika platser, bland annat hängande utanför dörren till hem, utanför butiker eller på flygplan.